# Двухцветный листолаз
Двухцве́тный листола́з (лат. Phyllobates bicolor) — вид бесхвостых амфибий рода листолазов (Phyllobates) семейства древолазов (Dendrobatidae).

## Описание
Одни из самых крупных представителей семейства. Самцы достигают 32—40 мм в длину, самки — 35—43 мм. Кожа гладкая Кончики пальцев слегка расширены. Окраска яркая, меняется с возрастом: молодые листолазы тёмно-коричневые или чёрные с двумя продольными жёлтыми полосами, а взрослые с одноцветно жёлтыми или оранжевыми спинами и тёмно-синими или чёрными боками и задними ногами, часто с жёлтыми пятнами. Радужная оболочка глаза чёрная или красновато-коричневая. Барабанная перепонка частично жёлто-оранжевая, частично чёрная. Брюхо полностью чёрное или с оранжеватыми разводами.

## Распространение
Эндемик Колумбии, распространённый на западных склонах Западной Кордильеры в департаментах Чоко, Рисаральда и Валье-дель-Каука. Встречается на высоте 400—1500 м над уровнем моря. Обитает в тропических влажных низменных и предгорных лесах. Может встречаться на вырубках, но никогда на открытых пространствах.

## Размножение
В сезон дождей собираются в большие группы. Самки делают кладки из 12—20 яци в виде прикрытого гнезда в листовом опаде. Самцы охраняют кладки и поддерживают их влажными, а после выклева головастиков переносят на спине их в лужи в ручьях, приклеивая к спине с помощью слизи. Головастики чёрные.

## Яд
Кожные железы выделяют ядовитый секрет, в связи с чем этот вид, наряду с ещё двумя представителями рода (ужасным и золотистополосым листолазами), используется индейцами Чоко для смазывания дротиков ядом. Для этого дротики потирают о спины листолазов или насаживают на них амфибий, иногда также подогревая их. Яд содержит большое количество батрахотоксина, уступая яду ужасного листолаза и имея приблизительно ту же токсичность, что яд золотистополосого. В яде одной особи двухцветного листолаза содержится 17—56 мкг смеси батрахотоксинов. 150 мг яда, достаточно, чтобы вызвать смерть взрослого человека вследствие паралича дыхательных мышц. Вызывает аритмию сердца.
Как и у других представителей рода, двухцветные листолазы получают токсины из пищи, например муравьёв, клещей и жуков, а особи, рождённые в неволе, лишены яда.

## Угрозы и охрана
Основными угрозами виду считаются разрушение мест обитания в следствие выпаса скота, добычи полезных ископаемых, и загрязнения от незаконного опрыскивания сельскохозяйственных культур. В пределах ареала вида распространён грибок Batrachochytrium dendrobatidis, но не известно, влияет ли он на популяцию листолаза. Вид встречается в международной торговле экзотическими животными, но легко разводится в условиях неволи.
Вывоз двухцветного листолаза из Колумбии запрещён с 1985 года. Занесён в Красный список МСОП в категории «Вымирающие виды» (Endagered (EN)) и Приложение II CITES. Охраняется в национальном парке Татама.